# Vinzenz Mora
Vinzenz Mora OSB (* als Fernand Mora am 20. Januar 1922 in Saint-Sever; † 23. August 2021 in Scheich Dscharrah, Ostjerusalem) war ein französischer Ordensgeistlicher und Mönch der Dormitio-Abtei in Jerusalem.

## Leben
Mora wurde 1922 im Umfeld der ehemaligen Abtei Saint-Sever im Vorland der Pyrenäen geboren. Anfang des Zweiten Weltkrieges begann er mit einem Studium der Philosophie. 1943 wurde er als Fabrikarbeiter nach Deutschland zwangsverbracht. Nach Kriegsende 1945 konnte er sein Studium der Philosophie und Theologie bei den Lazaristen in Paris und Dax fortsetzen. Er trat in Abbaye de la Pierre-Qui-Vire, eine Benediktinerabtei in Saint-Léger-Vauban im Burgund, ein. 1952 legte er seine Profess ab und empfing kurz darauf seine Diakonenweihe. Am 30. Mai 1953 empfing er die Priesterweihe.
1953 wurde er zur Unterstützung von Neugründungen französischer Benediktiner nach Vietnam geschickt und war als Professor für Neues Testament und Christologie tätig. Während seines Aufenthaltes in der Abtei Thiên-An von 1953 bis 1967 erlebte er aus nächster Nähe den Indochinakrieg und den Vietnamkrieg.
1967 verließ er Vietnam und begann in Jerusalem ein Doktoratsstudium in Bibelwissenschaften, das er 1972 beendete. Er schloss sich während dieser Zeit der deutschsprachigen Benediktinerabtei auf dem Berg Zion in Jerusalem an und wurde 1974 Mitglied der Dormitio-Abtei. Er engagierte sich als Professor für Neues Testament im Theologischen Studienjahr Jerusalem und als Professor für Christologie am Studium Biblicum Franciscanum in Jerusalem. Er veröffentlichte mehrere Schriften, unter anderem zum Neuen Testament.
Von 1975 bis 1979 war Vinzenz Mora Prior der Dormitio und anschließend Oberer in Tabgha sowie von 1990 bis 1997 Prior und auch Cellerar der Dormitio.
Ab 2020 lebte er im Pflegeheim Notre-Dame des Douleurs in Jerusalem. Er starb im Alter von 99 Jahren im St. Joseph’s Hospital in Scheich Dscharrah in Ostjerusalem, das von den Schwestern des hl. Joseph von der Erscheinung unterhalten wird.

„Wer Jünger Jesu sein will – wie jeder von uns, Mönch oder nicht –, hat auf vieles zu verzichten, aber nicht auf die Freiheit der Liebe.“

## Veröffentlichungen (Auswahl)
- Le signe de Jonas, Éditions du Cerf 1983
- Le refus d’Israël: Matthieu 27, 25., Éditions du Cerf 1986
- La Symbolique de la création dans l’Évangile de Matthieu, Éditions du Cerf 1991, ISBN 978-2-204-04132-4.
- Les groupes, Éditions du Cerf 2001 (2. Auflage)
- Jonás, Estella, Navarra EVD 2009